# Энтони, Мэри Стаффорд
Мэ́ри Ста́ффорд Э́нтони (англ. Mary Stafford Anthony; 2 апреля 1828, Баттенвилл, штат Нью-Йорк, США — 5 февраля 1907, Рочестер, штат Нью-Йорк, США) — американская гражданская активистка и педагог; аболиционистка, суфражистка и правозащитница. Первая женщина в округе Рочестер в штате Нью-Йорк, добившаяся на посту директора школы равной оплаты труда с мужчинами.
Основательница Женского политического клуба, позднее переименованного в Клуб политического равенства. Член Женского христианского трезвенного союза и Национальной женской избирательной ассоциации. Младшая сестра правозащитницы Сьюзен Браунелл Энтони.

## Ранние годы и карьера
Родилась 2 апреля 1827 года в городе Баттенвилл. Родители, Дэниел Энтони и Люси, урождённая Рид, принадлежали к разным христианским деноминациям; он был либеральным квакером, она — баптисткой. Мэри Стаффорд была самым младшим ребёнком. Дети в семье Энтони воспитывались как квакеры и были членами Американского комитета Друзей на службе обществу. Квакеры придерживались принципа равноправия мужчин и женщин в церкви и дома, уважали труд, оказывали помощь нуждающимся и большое внимание уделяли образованию как мальчиков, так и девочек. В 1844 году Мэри Стаффорд приняли на место учителя с окладом в размере полтора доллара в неделю. Она преподавала в школе в течение года, пока семья не переехала на небольшую ферму в Гейтсе, где родителям понадобилась её помощь в доме и по хозяйству. В свободное от работы время она продолжала образование. В 1854 году вернулась к педагогической деятельности, получив место учителя в государственном учебном заведении в Рочестере. В 1881 году её приняли на место директора. Она стала первой женщиной в Рочестере, которая добилась оплаты труда наравне с коллегами-мужчинами. В 1883 году вышла на пенсию.

## Деятельность
Состояла членом нескольких женских организаций. В 1848 году, вместе с родителями, посетила Конвенцию по правам женщин, которая проходила в Унитарианской церкви в Рочестере, и подписала «Декларацию чувств». Затем присоединилась к борьбе за избирательное право для женщин. В 1872 году была арестована, вместе с другими гражданскими активистками, за незаконное участие в голосовании в Рочестере. Судебное преследование началось в отношении Сьюзан, старшей сестры Мэри Стаффорд, которую власти признали лидером группы активисток. Самой Мэри Стаффорд было предъявлено обвинение, но ей разрешили предоставить подписку о воздержании в будущем от участия в незаконных действиях подобного характера, и дело не дошло до суда.
В 1873 году она присоединилась к Женскому христианскому трезвенному союзу, где оказывала помощь женщинам, страдавшим от алкоголизма или мужей-алкоголиков. В 1880-е годы эта организация, в которой к тому времени уже состояло более двухсот тысяч членов, приобрела общенациональный характер и заключила соглашение о взаимодействии с политиками штата Нью-Йорк. Женский христианский трезвенный союз также поддерживал избирательное право для женщин и эффективно использовал существующую сеть для оказания политического давления на законодателей. В 1893 году Мэри Стаффорд стала секретарём-корреспондентом Женской избирательной ассоциации штата Нью-Йорк. В 1918 году эта организация добилась принятия закона штата, который позволил женщинам голосовать на выборах в местные органы власти.
В 1885 году Мэри Стаффорд организовала и провела первое собрание местного женского политического клуба, целью которого стала борьба за права женщин. Она была президентом этого клуба с 1892 по 1903 год. В 1893 году ею было собрано больше всех подписей под петицией об избирательном праве для женщин, чтобы предоставить их конституционному собранию штата. Мэри Стаффорд поддерживала деятельность суфражисток и материально. В 1900 году она передала две тысячи долларов на компанию по предоставлению женщинам права обучаться в Рочестерском университете. Итогом борьбы женщин за свои права стала ратификация Девятнадцатой поправки к Конституции США, которая предоставила женщинам право голоса; впервые женщины участвовали в голосовании на национальных выборах в 1920 году.

## Личная жизнь и поздние годы
Мэри Стаффорд никогда не была замужем. В её письмах к членам семьи и друзьям много практических наблюдений и замечаний. Например, о семейном рецепте блюда под названием «Хигдом», при приготовлении которого ею были использованы овощи из своего огорода. Или о том, как после каникул она решила «сразу пойти на работу». Мэри Стаффорд понимала, что её личная жизнь, которой она пожертвовала ради избирательного права для женщин, воспринималась мужчинами как неудача. Но она точно знала, что для того, чтобы добиться полного равноправия, женщины должны предъявлять к себе высокие требования и идти на жертвы.
Мэри Стаффорд была домовладелицей и налогоплательщиком. Она считала, что женщины не должны поддерживать государство, которое не позволяет им участвовать в его жизни наравне с мужчинами. В течение десяти лет она писала об этом прямо на чеках для уплаты налогов, сообщая налоговой службе, что её налоги были «уплачены в знак протеста».
В письме к казначею округа об избирательном праве для женщин Мэри Стаффорд писала: «Несовершеннолетний может дожить до совершеннолетия, неграмотный —получить образование, сумасшедший — вернуться к своему разуму, идиот — стать умным, каждый и все могут решать, как им жить; но женщины, никогда». Она продолжала выступать «против государства, которое позволяет такое обращение со своими женщинами».
9 октября 1906 года Мэри Стаффорд завещала все свои сбережения на дело борьбы за права женщин, за равные гражданские права в области политики, образования, брака, развода, трудоустройства, выборе профессии и свободы от обязательного домоводства. Без равноправия, считала она, женщины не могут быть счастливы в обществе. Умерла в своем доме 5 февраля 1907 года от лейкемии. Похоронена на историческом кладбище Маунт-Хоуп в Рочестере, рядом со своей сестрой Сьюзен.